# Liste der Kulturdenkmale in Langenstriegis
In der Liste der Kulturdenkmale in Langenstriegis sind die Kulturdenkmale des Frankenberger Ortsteils Langenstriegis verzeichnet, die bis Oktober 2022 vom Landesamt für Denkmalpflege Sachsen erfasst wurden (ohne archäologische Kulturdenkmale). Die Anmerkungen sind zu beachten.
Diese Aufzählung ist eine Teilmenge der Liste der Kulturdenkmale in Frankenberg/Sa.

## Langenstriegis
| Bild                                    | Bezeichnung                                                                                              | Lage                                       | Datierung | Beschreibung | ID       |
| --------------------------------------- | --- | ------------------------------------------ | --- | --- | -------- |
| Direkt Bild zu diesem Denkmal hochladen | Wohnstallhaus eines Zweiseithofes                                                                        | Am Birkenberg 11 (Karte)                   | 1. Hälfte 19. Jahrhundert                                                                                          | Kleines, gut erhaltenes Gebäude mit Fachwerkobergeschoss, baugeschichtlich und ortsbildprägend von Bedeutung. Zweigeschossiger Bau mit Satteldach, Obergeschoss mit schlichtem Fachwerk. | 09244320 |
|                                         | Wohnhaus mit Anbau                                                                                       | Am Eichelberg 7 (Karte)                    | Ende 19. Jahrhundert                                                                                               | Charakteristischer Fachwerkbau des ausgehenden 19. Jahrhunderts, baugeschichtlich und ortsbildprägend von Bedeutung. Zweigeschossiger Bau mit Satteldach, im Obergeschoss Fachwerk, ebenso im Giebel, Drempel. | 09244318 |
| Direkt Bild zu diesem Denkmal hochladen | Wohnhaus                                                                                                 | Am Weidegut 2 (Karte)                      | 18. Jahrhundert | Ohne Anbauten, charakteristisches Häusleranwesen mit Fachwerkobergeschoss, baugeschichtlich von Bedeutung. Fachwerkkonstruktion mit Verblattungen, Kopfstreben, Lehmausfachung, steiles Dach, entstellender Anbau. | 09244313 |
| Direkt Bild zu diesem Denkmal hochladen | Wohnstallhaus, Seitengebäude und Scheune eines Vierseithofes (Weidegut, ehemaliger Charlottenhof)        | Am Weidegut 4 (Karte)                      | Um 1800 | Weitgehend ursprünglich erhaltener Bauernhof des 18./19. Jahrhunderts mit Fachwerk am Wohnstallhaus und Seitengebäude, repräsentatives Zeugnis der Volksbauweise, baugeschichtlich und landschaftsgestaltend von Bedeutung (erhöhte Lage). - Wohnstallhaus: mit Krüppelwalm, Fachwerk zum Teil entfernt und überputzt - Stallgebäude: im Untergeschoss aus Bruchstein, Fachwerk mit Staken und Lehmausfachungen - Scheune: aus Bruchstein Ursprünglich waren zwei Torbögen vorhanden zwischen Wohnstallhaus und Stallgebäude sowie zwischen Scheune und abgerissenem Seitengebäude. | 09244314 |
| Direkt Bild zu diesem Denkmal hochladen | Straßenbrücke über die Kleine Striegis                                                                   | An der Kleinen Striegis (Karte)            | Um 1800 | Einjochige Steinbogenbrücke (nachträgliche Beton-Erweiterung ohne Denkmalwert) von bauhistorischer Bedeutung. Bruchstein, eine Brüstung Ziegelmauerwerk sowie Eisengeländer, Fahrbahn gekrümmt. | 09247851 |
| Direkt Bild zu diesem Denkmal hochladen | Niedermühle mit Wohnhaus, Seitengebäude, Scheune und Mühlentechnik                                       | An der Kleinen Striegis 3 (Karte)          | 2. Hälfte 19. Jahrhundert                                                                                          | Von besonderem Wert als geschlossen erhaltene historische Mühlenanlage, baugeschichtlich, ortsgeschichtlich und technikgeschichtlich von Bedeutung. Nach Aussage der Eigentümerin Technik noch vorhanden, rechteckiger Bau mit klarer Achsengliederung, Satteldach mit Schiefer, Fenstergewände aus Hirschfelder Porphyr. | 09244298 |
| Direkt Bild zu diesem Denkmal hochladen | Häuslerhaus                                                                                              | An der Kleinen Striegis 4 (Karte)          | 1. Hälfte 19. Jahrhundert                                                                                          | Charakteristisches Häusleranwesen mit ursprünglich erhaltenem Fachwerkobergeschoss, Zeugnis der Volksbauweise, baugeschichtlich von Bedeutung. Fachwerkkonstruktion aus Stielen, Schwellen, Streben und sich kreuzenden Teilen, zum überwiegenden Teil mit Lehmausfachungen. | 09244290 |
| Direkt Bild zu diesem Denkmal hochladen | Nördliche Scheune und südliches Seitengebäude eines ehemaligen Vierseithofes                             | An der Kleinen Striegis 5 (Karte)          | 1. Hälfte 19. Jahrhundert                                                                                          | Weitgehend original erhaltene Fachwerkbauten, Zeugnis der Volksbauweise, baugeschichtlich und wirtschaftsgeschichtlich von Bedeutung. Stall und Scheune mit Fachwerkobergeschossen. | 09244291 |
| Direkt Bild zu diesem Denkmal hochladen | Wohnhaus                                                                                                 | An der Kleinen Striegis 8 (Karte)          | Um 1800 | Sehr qualitätvolles barockes Bauernhaus mit Fachwerkobergeschoss, Krüppelwalmdach und Segmentbogenportalen, baugeschichtlich wertvolles Zeugnis der Volksbauweise. Fachwerk aus Stielen, Schwellen, Streben, Brustriegel, Deckenbalken, Lehmausfachungen, Segmentbogenportale aus Porphyr, Erdgeschoss aus Bruchstein. | 09244292 |
| Direkt Bild zu diesem Denkmal hochladen | Östliches Seitengebäude und Gartenhaus eines Vierseithofes                                               | An der Kleinen Striegis 17 (Karte)         | 1. Hälfte 19. Jahrhundert                                                                                          | Seitengebäude original erhaltenes Fachwerkgebäude von baugeschichtlicher und ortsbildprägender von Bedeutung. Im Obergeschoss Fachwerk, sehr gut erhalten, die anderen Gebäude sind bereits völlig verändert und werden als Autowerkstatt genutzt, im Bauerngarten Gartenhaus mit Krüppelwalmdach. | 09244293 |
| Direkt Bild zu diesem Denkmal hochladen | Wohnstallhaus eines ehemaligen Dreiseithofes                                                             | An der Kleinen Striegis 24 (Karte)         | Um 1800 | Mächtiges, in seiner ursprünglichen Baukörperform weitgehend erhaltenes, aber ruinöses Gebäude, beeindruckend durch sein hohes Mansarddach, baugeschichtlich von Bedeutung. Zweigeschossiger Bau, Erdgeschoss Bruchstein, Obergeschoss Fachwerk, teilweise durch Ziegel ersetzt, Mansarddach mit Krüppelwalm, Eingang mit Porphyrgewänden, Stichbogen mit Schlussstein, teilweise Kreuzstockfenster, Stallteil mit Eisensäulen und preußischen Kappen, Rückseite durch Anbauten entstellt, prekärer Zustand. | 09244301 |
| Direkt Bild zu diesem Denkmal hochladen | Wohnstallhaus eines Zweiseithofes                                                                        | An der Kleinen Striegis 29 (Karte)         | Um 1800 | In seiner Baukörperform weitestgehend original erhaltenes Gebäude, Längsseite zeigt im Obergeschoss Fachwerk, Backhaus vorgebaut, baugeschichtlich von Bedeutung. Zweigeschossiger, hang- und straßenparallel angeordneter Bau, steiles Satteldach, Erdgeschoss Bruchsteinmauerwerk (verputzt), Veränderungen im Fensterbereich, beide Giebel verkleidet. | 09244302 |
| Direkt Bild zu diesem Denkmal hochladen | Wohnstallhaus, Seitengebäude und Scheune eines Vierseithofes                                             | An der Kleinen Striegis 31 (Karte)         | Um 1820 | Einfache, qualitätvoll überformte Gebäude, gut ablesbare Baugeschichte, guter Erhaltungszustand, baugeschichtlich und wirtschaftsgeschichtlich von Bedeutung. Die im 1. Drittel des 19. Jahrhunderts entstandene Anlage wurde um 1870 einheitlich umgebaut. - Seitengebäude: zweigeschossiger, straßenparalleler Bau mit Satteldach, im Erdgeschossbereich Quader- und Bruchsteinmauerwerk, darüber Ziegel, Porphyrgewände, nahezu ausnahmslos erhaltene Kreuzstockfenster - Scheune und Wohnstallhaus des Hofes: gleiche Baugeschichte, jedoch weniger guter Erhaltungszustand | 09244303 |
| Weitere Bilder                          | Dorfkirche und Kirchhof Langenstriegis (Sachgesamtheit)                                                  | An der kleinen Striegis 48 (Karte)         | 1. Hälfte 19. Jahrhundert (Nebengebäude); 2. Hälfte 19. Jahrhundert (Leichenhalle)                                 | Sachgesamtheit Dorfkirche und Kirchhof Langenstriegis mit folgenden Einzeldenkmalen: Kirche und Einfriedungsmauer (siehe 09244299), vier Jubiläumsbäume außerhalb des Kirchhofes (Gartendenkmal) sowie Leichenhalle und Nebengebäude als Sachgesamtheitsteile; baugeschichtlich, ortsgeschichtlich und ortsbildprägend von Bedeutung. - Gehölze: außerhalb des Kirchhofs parallel zur nordöstlichen Einfriedungsmauer Baumreihe mit vier Jubiläumsbäumen (Stieleichen) eingefasst von Quarzsteinen (1. östliche Eiche bezeichnet mit „Wettin-Eiche 1089–1889“, 4. westliche Eiche bezeichnet mit „Friedens-Eiche 1871“) - Sachgesamtheitsteile Kirchhof - Leichenhalle an der westlichen Einfriedungsmauer - Erschließung: im Norden Zufahrt zum Nord-Tor, Weg um die Kirche herumführend, im West-Bereich des Kirchhofs Ost-West-Wegeachse zur Leichenhalle führend - Bodenrelief: südöstliche, östliche und südwestliche Einfriedungsmauer als Stützmauer, auf dem Kirchhof von Ost nach West ansteigendes Gelände, im Süd-Bereich des Kirchhofs leichte Terrassierung von Ost nach West ansteigend (Grabreihen mit kleinen Höhensprüngen durch Hecken abgefangen) | 09300407 |
| Weitere Bilder                          | Kirche mit Ausstattung und Einfriedungsmauer des Kirchhofes (Einzeldenkmale der Sachgesamtheit 09300407) | An der Kleinen Striegis 48 (Karte)         | Langhaus 1722 (Kirche); um 1420 (Pietá); 1500 (Einzelfigur); um 1520 (Altar); um Mitte 18. Jahrhundert (Taufengel) | Einzeldenkmale der Sachgesamtheit Dorfkirche und Kirchhof Langenstriegis; baugeschichtlich und ortsgeschichtlich von Bedeutung. - Dorfkirche: aus Bruchstein gemauerte Kirche mit Satteldach, dreiseitig geschlossener Chor aus gotischer Zeit, verschieferter Turm ist ins Schiff einbezogen, Saalkirche mit umlaufender Empore aus Holz, schlanke Holzpfeiler, Deckenspiegel, Verjüngung des Raumes zum Chor hin - Ausstattung: Schnitzaltar um 1520, die Pietà im Schrein schon Anfang 15. Jahrhundert, gesondert aufgestellt zwei weitere gemalte Altarflügel, Schnitzfiguren Maria und Johannes um 1500, zu einer Kreuzigungsgruppe auf dem Altar zusammengestellt, oktogonales Taufbecken, vermutlich barock - Einfriedung: Einfriedungsmauer aus Bruchsteinmauerwerk mit Resten von Abdeckplatten aus Schiefer (zum Teil neu aufgesetzte Einfriedungsmauer) | 09244299 |
| Weitere Bilder                          | Denkmal für die Gefallenen des Ersten Weltkrieges                                                        | An der Kleinen Striegis 48 (neben) (Karte) | Nach 1918 | Aufrecht stehender Kubus aus rotem Porphyr mit verstärkten Kanten und einem abgetreppten Aufbau, sehr massiv wirkend, ortsgeschichtlich von Bedeutung | 09244308 |
|                                         | Pfarrhaus                                                                                                | An der Kleinen Striegis 49 (Karte)         | Bezeichnet mit 1851                                                                                                | Schlichter, gut proportionierter Bau mit zwei umlaufenden Porphyrgesimsen und profilierten Porphyrgewänden der Fenster und Türen, Datierung an der Fassade im Türgewände, baugeschichtlich und ortsgeschichtlich von Bedeutung. Zweigeschossiger Bau mit Satteldach, sieben Fensterachsen, Tür war zentral angeordnet, ist heute zugemauert. | 09244300 |
| Direkt Bild zu diesem Denkmal hochladen | Schule                                                                                                   | An der Kleinen Striegis 50 (Karte)         | Um 1800 | Ursprünglich erhaltenes Gebäude mit Fachwerkobergeschoss und Krüppelwalmdach, markantestes Fachwerkhaus von Langenstriegis, baugeschichtlich, ortsgeschichtlich und straßenbildprägend von Bedeutung. Zweigeschossiges Fachwerkhaus mit Streben, Lehmausfachungen, hat Bedeutung für das Ortsbild, da es straßenbegleitend im Ortszentrum liegt und direkt gegenüber der Kirche. | 09244309 |
| Direkt Bild zu diesem Denkmal hochladen | Gedenkstein                                                                                              | An der Kleinen Striegis 51 (neben) (Karte) | 1. Viertel 19. Jahrhundert                                                                                         | Porphyrrundsäule mit Sockel, Fries mit stilisierten Blättern, rundem Schaft und Deckplatte, ortsgeschichtlich von Bedeutung | 09244295 |
| Direkt Bild zu diesem Denkmal hochladen | Seitengebäude eines Vierseithofes                                                                        | An der Kleinen Striegis 63 (Karte)         | 1. Hälfte 19. Jahrhundert                                                                                          | Ursprünglich erhaltener Stallgebäude mit verputztem Fachwerkobergeschoss, von dokumentarischem und baugeschichtlichem Wert. Satteldach, unten als Stall genutzt, oben Heuboden. | 09244296 |
| Direkt Bild zu diesem Denkmal hochladen | Südöstliche Scheune eines Vierseithofes                                                                  | An der Kleinen Striegis 75 (Karte)         | Ende 19. Jahrhundert                                                                                               | Lang gestreckter, weitestgehend erhaltener Fachwerkbau in landschaftstypischer Bauweise, baugeschichtlich von Bedeutung. Scheune mit Satteldach, Gefache ausgemauert, Giebel holzverschalt, im linken Teil als Stall genutzt. | 09244306 |
| Direkt Bild zu diesem Denkmal hochladen | Häuslerhaus                                                                                              | An der Kleinen Striegis 84 (Karte)         | 2. Viertel 19. Jahrhundert                                                                                         | Schlichter Wohnhausbau mit erhaltenem Fachwerkobergeschoss, baugeschichtlich von Bedeutung. Zweigeschossiges Wohnhaus, Satteldach, Portal mit Dreiecksverdachung, Fachwerk schlicht, mit zwei Streben. | 09244305 |
| Direkt Bild zu diesem Denkmal hochladen | Wohnhaus                                                                                                 | Kurze Straße 3 (Karte)                     | 1. Hälfte 19. Jahrhundert                                                                                          | Schlichtes Gebäude mit Fachwerkobergeschoss, baugeschichtlich von Bedeutung. Zweigeschossiger, fünfachsiger Bau, Fassadeneinteilung original, kleine Holzfenster, Eingangstür um 1900, Obergeschoss teilweise holzverschalt, mäßig hohes Satteldach. | 09244310 |
| Direkt Bild zu diesem Denkmal hochladen | Wohnstallhaus und Scheune eines ehemaligen Dreiseithofes                                                 | Kurze Straße 7 (Karte)                     | Um 1800 | Unter jüngerer Putzverkleidung weitgehend original erhaltenes Bauernhaus mit mächtigem Satteldach, nach Brand wiederaufgebaute Scheune noch im Zustand der Bauzeit, baugeschichtlich und wirtschaftsgeschichtlich von Bedeutung. - Wohnhaus: Fachwerkkonstruktion unter Rauputz verborgen, kleine ursprüngliche Fenster, Giebel holzverschalt, rückwärtig in den Hang hineingebaute Kellergewölbe, darüber spätere Schuppen - Scheune: hofseitig in Backstein ausgefacht, in jüngerer Zeit erneuert | 09244312 |
| Direkt Bild zu diesem Denkmal hochladen | Scheune eines Bauernhofes                                                                                | Kurze Straße 8 (Karte)                     | Vor 1800 | Aufgrund seines Alters bemerkenswertes Gebäude mit steilem Satteldach, Reste eines stehenden Dachstuhls, Reste von Verblattungen, baugeschichtlich von Bedeutung. Senkrecht zum Hang stehender Bau, außen holzverschalt, hangseitig Stallanbau (um 1900) in Verlängerung der Gebäudeachse. | 09244311 |
| Direkt Bild zu diesem Denkmal hochladen | Ehemaliges Wohnstallhaus eines Bauernhofes                                                               | Landstraße 5 (Karte)                       | Ende 18. Jahrhundert                                                                                               | Heute Schullandheim, stattliches Bauernhaus, durch seine Größe und sein Alter bemerkenswertes Gebäude mit hohem Satteldach, in seiner Baukörperform weitgehend original, baugeschichtlich von Bedeutung. Mächtiger, zweigeschossiger Bau, Satteldach mit Schieferdeckung, Giebel schieferverkleidet, Bruchsteinmauerwerk bis ins Obergeschoss, Fassade überformt (1930er Jahre), Hofeinfahrt aus Bruchstein und Quadermauerwerk, mit bekrönenden Steinkugeln. | 09244317 |
| Direkt Bild zu diesem Denkmal hochladen | Wohnstallhaus, Seitengebäude und Scheune eines Dreiseithofes                                             | Landstraße 7 (Karte)                       | 1830er Jahre | Geschlossen erhaltene Hofanlage, weitgehend in originalem Zustand, baugeschichtlich und wirtschaftsgeschichtlich von Bedeutung. - Wohnhaus: zweigeschossig, mit Satteldach, im Erdgeschoss Bruchsteinmauerwerk, verputzt, im Obergeschoss unter neuerer Verkleidung Fachwerk erhalten, kleine alte Holzfenster, Eingangstüren mit Porphyrgewänden und vorkragendem Sturz, Jahreszahl 183? erkennbar, hinter dem Haus Anbau, vermutlich Backhaus - Scheune: mit Resten von Bruchsteinmauerwerk, holzverschalt, Reste eines alten Dachstuhles mit Verblattungen (möglicherweise ehemals stehender Dachstuhl) - Stallgebäude: ebenfalls mit Resten von Bruchsteinmauerwerk im Erdgeschoss, um 1900 stark überformt und aufgestockt | 09244316 |

## Ehemaliges Denkmal
| Bild                                    | Bezeichnung | Lage                                | Datierung                 | Beschreibung | ID       |
| --------------------------------------- | ----------- | ----------------------------------- | ------------------------- | --- | -------- |
| Direkt Bild zu diesem Denkmal hochladen | Wohnhaus    | An der Kleinen Striegis 105 (Karte) | 1. Hälfte 19. Jahrhundert | Schlichter Bau in bildprägender Lage am Ortseingang, weitestgehend original erhalten (Schieferverkleidung, kleine Holzfenster), baugeschichtlich von Bedeutung. Ehemaliges Leineweberhaus, zweigeschossig, Satteldach, ungewöhnlicher Anbau im südlichen Giebelbereich, Schieferdeckung, beide Giebel schieferverkleidet. Zwischen 2016 und 2018 abgerissen. | 09244307 |

## Tabellenlegende
- Bild: Bild des Kulturdenkmals, ggf. zusätzlich mit einem Link zu weiteren Fotos des Kulturdenkmals im Medienarchiv Wikimedia Commons. Wenn man auf das Kamerasymbol klickt, können Fotos zu Kulturdenkmalen aus dieser Liste hochgeladen werden:
- Bezeichnung: Denkmalgeschützte Objekte und ggf. Bauwerksname des Kulturdenkmals
- Lage: Straßenname und Hausnummer oder Flurstücknummer des Kulturdenkmals. Die Grundsortierung der Liste erfolgt nach dieser Adresse. Der Link (Karte) führt zu verschiedenen Kartendiensten mit der Position des Kulturdenkmals. Fehlt dieser Link, wurden die Koordinaten noch nicht eingetragen. Sind diese bekannt, können sie über ein Tool mit einer Kartenansicht einfach nachgetragen werden. In dieser Kartenansicht sind Kulturdenkmale ohne Koordinaten mit einem roten bzw. orangen Marker dargestellt und können durch Verschieben auf die richtige Position in der Karte mit Koordinaten versehen werden. Kulturdenkmale ohne Bild sind an einem blauen bzw. roten Marker erkennbar.
- Datierung: Baubeginn, Fertigstellung, Datum der Erstnennung oder grobe zeitliche Einordnung entsprechend des Eintrags in der sächsischen Denkmaldatenbank
- Beschreibung: Kurzcharakteristik des Kulturdenkmals entsprechend des Eintrags in der sächsischen Denkmaldatenbank, ggf. ergänzt durch die dort nur selten veröffentlichten Erfassungstexte oder zusätzliche Informationen
- ID: Vom Landesamt für Denkmalpflege Sachsen vergebene, das Kulturdenkmal eindeutig identifizierende Objekt-Nummer. Der Link führt zum PDF-Denkmaldokument des Landesamtes für Denkmalpflege Sachsen. Bei ehemaligen Kulturdenkmalen können die Objektnummern unbekannt sein und deshalb fehlen bzw. die Links von aus der Datenbank entfernten Objektnummern ins Leere führen. Ein ggf. vorhandenes Icon  führt zu den Angaben des Kulturdenkmals bei Wikidata.